# تيبور بالوج
تيبور بالوج (بالمجرية: Balog Tibor)‏ هو مدرب كرة قدم ولاعب كرة قدم مجري، ولد في 31 أغسطس 1963 في Kiskunmajsa ‏ في المجر. لعب مع .

## وصلات خارجية
- تيبور بالوج على موقع قاعدة بيانات كرة القدم.إي يو (الإنجليزية)
- تيبور بالوج على موقع ناشيونال فوتبول تيمز (الإنجليزية)